# Conservatisme noir
 (novembre 2024).
Si vous disposez d'ouvrages ou d'articles de référence ou si vous connaissez des sites web de qualité traitant du thème abordé ici, merci de compléter l'article en donnant les références utiles à sa vérifiabilité et en les liant à la section « Notes et références ».
Le conservatisme noir est une philosophie politique au sein des communautés afro-descendantes, qui valorise les principes de responsabilité personnelle, de libre marché, et de valeurs familiales traditionnelles. Bien qu'il partage des éléments avec le conservatisme en général, le conservatisme noir se distingue par sa focalisation sur les besoins et les enjeux spécifiques des communautés noires, ainsi que par une perspective critique sur les approches traditionnelles du libéralisme.